# Syzygium makul
Syzygium makul là một loài thực vật thuộc họ Myrtaceae. Đây là loài đặc hữu của Sri Lanka.